# Robert Schmoll
Robert Schmoll (* 24. Februar 1896 in Käfertal; † 15. September 1942 in Stuttgart) war ein deutscher Widerstandskämpfer gegen den Nationalsozialismus.

## Leben
Robert Schmoll entstammte einer Arbeiterfamilie von Käfertal, das 1897 Stadtteil von Mannheim wurde. Nach dem Abschluss seiner Schulausbildung absolvierte er eine Lehre zum Schlosser. Er betätigte sich in der Arbeitersport-Bewegung und sympathisierte mit der Kommunistischen Partei Deutschlands (KPD), ohne deren Mitglied geworden zu sein. Georg Lechleiter konnte ihn 1941 für seine Widerstandsgruppe gewinnen und ihn mit der Gründung einer Betriebszelle in seinem Betrieb, der Brown, Boveri & Cie. betrauen. Parteilose für die Verteilung der Anti-Kriegs-Schrift „Der Vorbote“ zu gewinnen, war Lechleiter besonders wichtig, weil diese nicht unter ständiger Beobachtung durch die Gestapo standen und unverfänglicher agieren konnten.
Die Aufdeckung der Lechleiter-Gruppe im Juni 1942 bedeutete allerdings auch für Schmoll, dass er verhaftet und vor dem Volksgerichtshof angeklagt wurde. Der fällte über ihn und 18 weitere Mitglieder der Gruppe die Todesstrafe. Am 15. September 1942 wurde er mit dem Fallbeil hingerichtet.

## Erinnerung
- Am 20. November 1984 beschloss der Mannheimer Gemeinderat, eine Straße im Stadtteil Mannheim-Schönau in „Robert-Schmoll-Weg“ zu benennen.

- Vor seinem ehemaligen Wohnhaus in der Boveristraße 22 verlegte der Aktionskünstler Gunter Demnig einen Stolperstein.